# Samolot torpedowy
Samolot torpedowy – rodzaj samolotu wojskowego przeznaczonego do zwalczania statków i okrętów nawodnych za pomocą torped lotniczych, stosowany do lat 50. XX wieku.

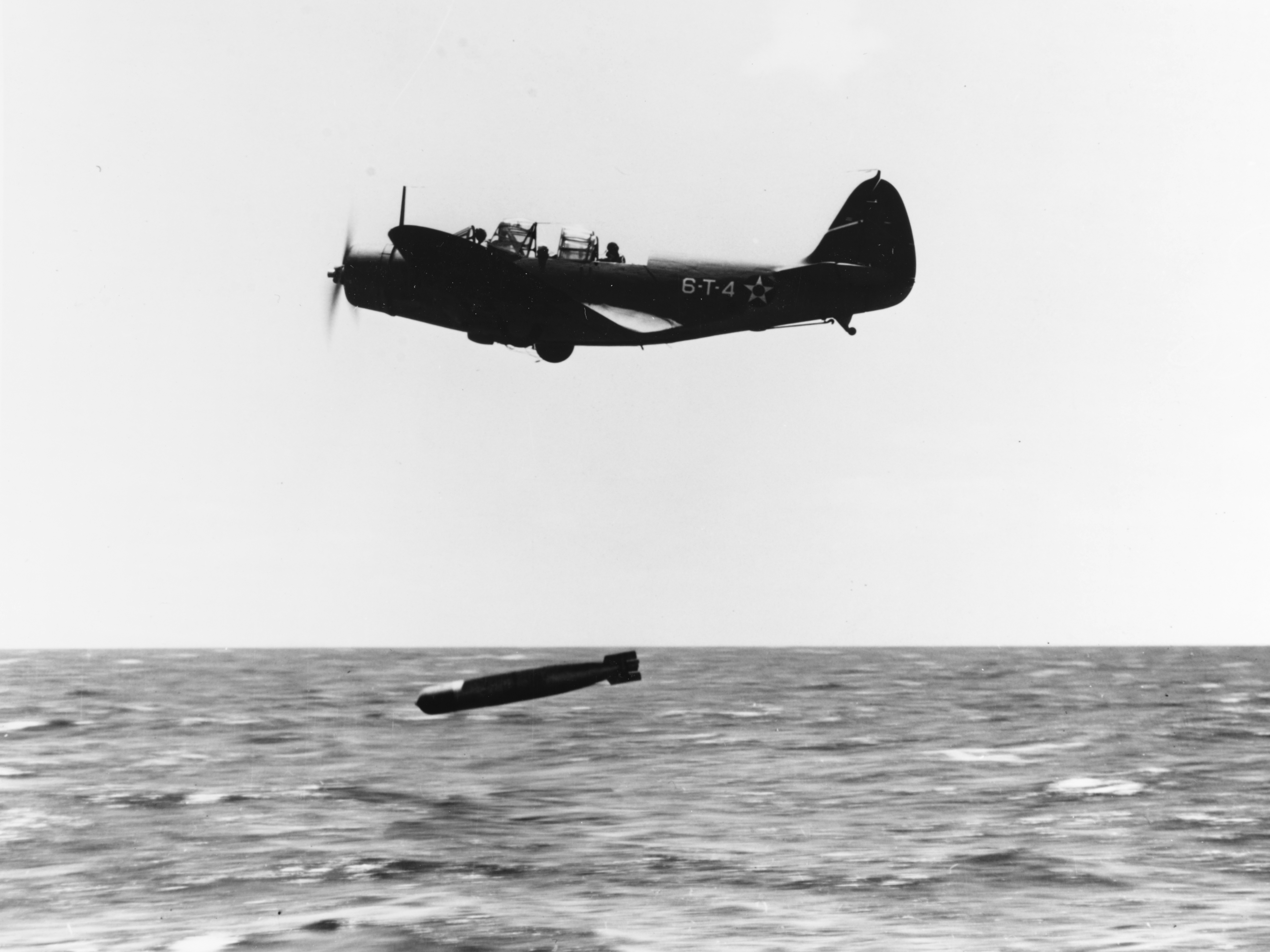
Amerykański pokładowy samolot torpedowy z początków II wojny światowej Douglas TBD Devastator, zrzucający torpedę

Budowano trzy zasadnicze rodzaje samolotów torpedowych, różniące się konstrukcją i charakterystykami:
- pokładowe samoloty torpedowe,
- bazowe samoloty torpedowe,
- wodnosamoloty torpedowe.

Zazwyczaj samoloty torpedowe były wyspecjalizowaną odmianą samolotów bombowych, mogły więc przenosić zamiast torped bomby. Określane były wówczas także jako samoloty torpedowo-bombowe lub bombowce torpedowe. Rzadziej samoloty torpedowe były przystosowane wyłącznie do przenoszenia torped. 

## Rodzaje
Pokładowe samoloty torpedowe lub torpedowo-bombowe (zazwyczaj określane ogólnie po prostu jako bombowce pokładowe) były przystosowane konstrukcyjnie do operowania z lotniskowców. Były to samoloty jednosilnikowe, początkowo dwupłatowe ze stałym podwoziem, od połowy lat 30. XX wieku głównie jednopłatowe z chowanym podwoziem. Z reguły miały 2- lub 3-osobową załogę, składającą się z pilota, bombardiera i strzelca tylnego; ich role bywały łączone. Szczególne cechy konstrukcyjne to składane skrzydła w celu zmniejszenia powierzchni potrzebnej do hangarowania i hak podkadłubowy do zaczepiania o liny hamujące podczas lądowania. Z racji przeznaczenia, miały one duży zasięg, umożliwiający działania nad morzem i zwykle odpowiednie wyposażenie ratunkowe (tratwy nadmuchiwane). Nacisk kładziono też na zdolności względnie krótkiego startu i lądowania. Uzbrojenie ofensywne pokładowych samolotów torpedowych do końca II wojny światowej stanowiła jedna torpeda lotnicza kalibru z reguły 450 mm lub bomby o masie od 200 do 900 kg (więcej na temat bombowców pokładowych).
Bazowe samoloty torpedowe (torpedowo-bombowe) były przystosowane jedynie do operowania z baz lądowych. Były to zazwyczaj jednopłatowe samoloty dwusilnikowe, stanowiące wersje średnich bombowców. Dzięki wieloosobowej załodze, miały one stosunkowo silne obronne uzbrojenie w karabiny maszynowe w kilku stanowiskach, podobnie jak odpowiadające im bombowce. Miały one z reguły duży zasięg, pozwalający na dalekie działania nad morzem, w tym działania patrolowe. Uzbrojenie ofensywne stanowiła jedna, rzadziej dwie torpedy lotnicze lub bomby o masie do ok. 2000 kg. Początkowo jako bazowe samoloty torpedowe wykorzystywano również mniejsze jednosilnikowe dwupłaty, o mniejszych możliwościach bojowych. Z baz lądowych mogły operować także pokładowe samoloty torpedowe.
Wodnosamoloty torpedowe (torpedowo-bombowe) były wersjami wodnosamolotów pływakowych, rzadziej łodzi latających, przystosowanymi do przenoszenia torped lotniczych. Samoloty tego rodzaju wykorzystywano także często jako morskie samoloty patrolowe. Budowano je zarówno jako samoloty jednosilnikowe i dwusilnikowe, rzadziej wielosilnikowe (np. trzysilnikowy CANT Z.506), w różnych układach konstrukcyjnych (dwupłat, jednopłat). Używano ich na mniejszą skalę, niż samolotów bazowych, od których miały słabsze osiągi.

## Historia rozwoju

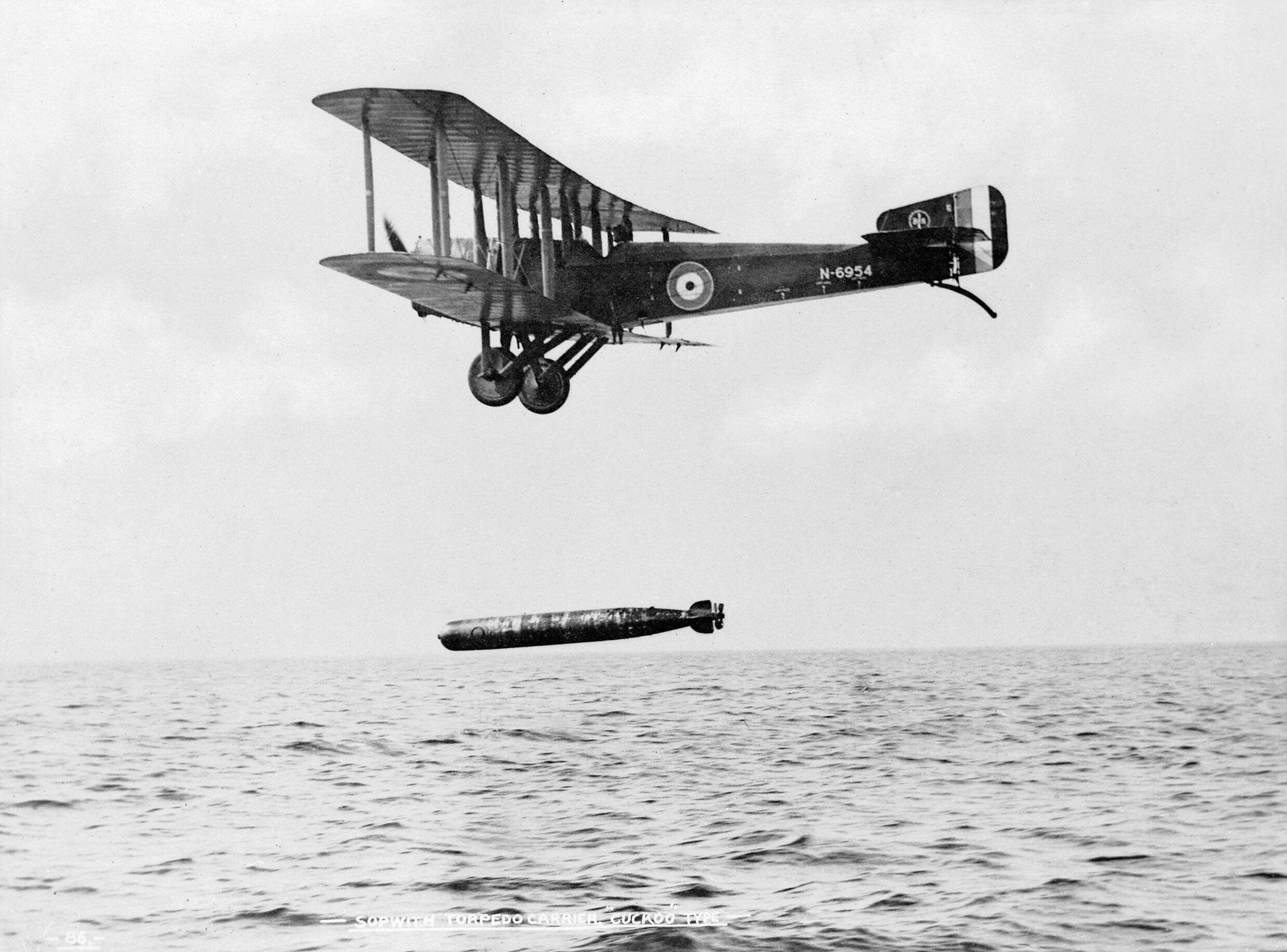
Sopwith Cuckoo zrzucający torpedę (Wlk. Brytania)

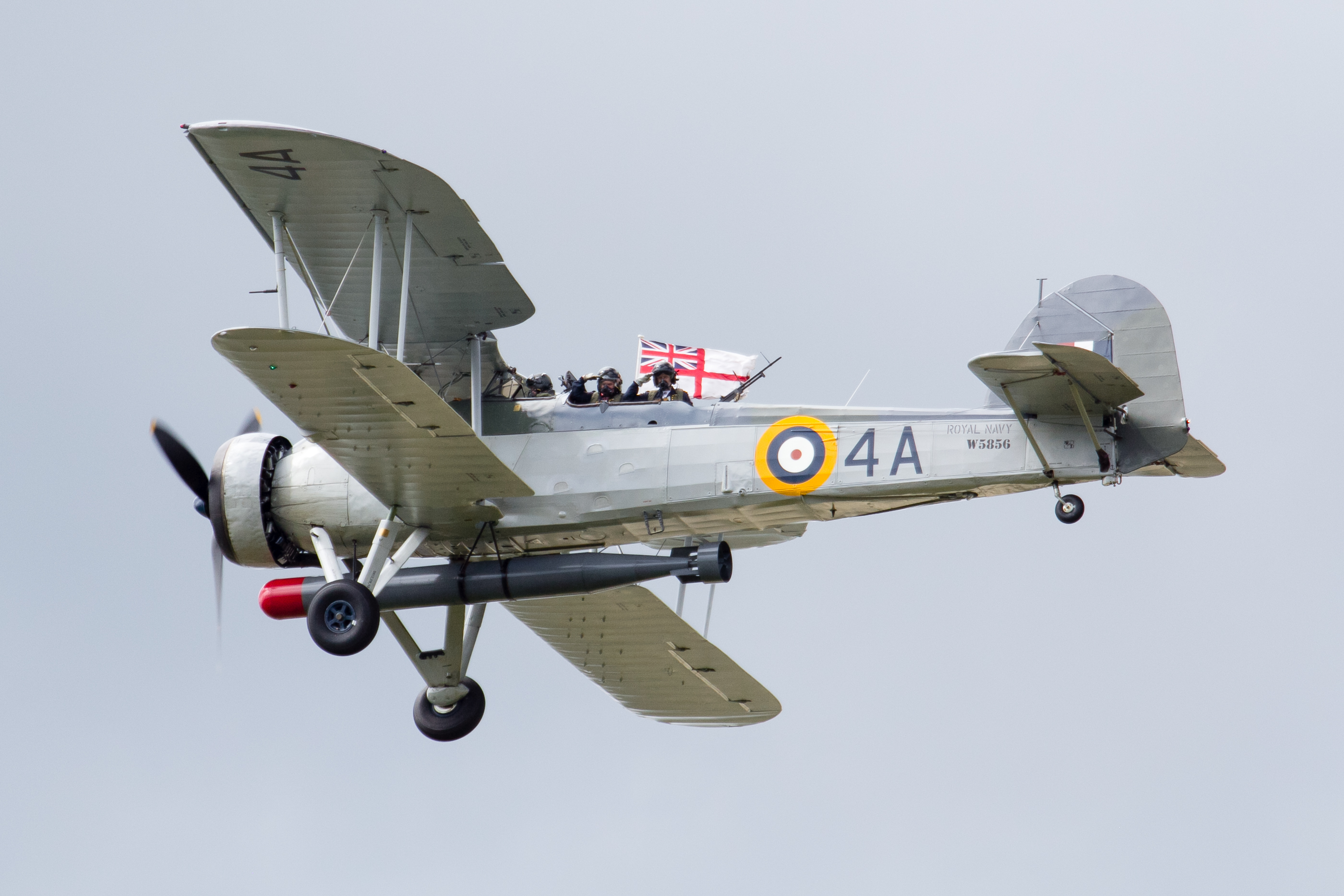
Standardowy brytyjski pokładowy bombowiec torpedowy okresu II wojny światowej Fairey Swordfish z podwieszoną torpedą.

Pierwsze próby zastosowania torped jako broni samolotów do walki z okrętami podjęto już pod koniec I wojny światowej. W 1917 Brytyjczycy skonstruowali pierwszy samolot torpedowy Sopwith Cuckoo (nie zdążył wziąć udziału w działaniach). Przystosowano do przenoszenia torped także inne samoloty w tym wodnosamoloty - m.in. brytyjski Short Type 184.
Bardziej intensywny rozwój samolotów torpedowych miał miejsce w latach 20. XX wieku, wraz z rozwojem lotniskowców, których stały się główną bronią ofensywną, do czasu pojawienia się bombowców nurkujących. Samoloty tego rodzaju budowano wówczas głównie jako jednosilnikowe dwupłaty. Torpedowe samoloty pokładowe rozwijały jedynie państwa posiadające lotniskowce (Wielka Brytania, USA i Japonia);  najbardziej znanym i długowiecznym z samolotów tego okresu stał się brytyjski Fairey Swordfish. Inne państwa rozwijały wodnosamoloty torpedowe.
Od połowy lat 30. i w latach 40., w związku z ogólnym postępem technicznym w lotnictwie, samoloty torpedowe budowano głównie jako jednopłatowce z chowanym podwoziem i szerokim wykorzystaniem metalu w konstrukcji. Szczególnie rozwojowi podlegało w tym okresie lotnictwo bazowe, wykorzystujące nowe wersje średnich bombowców, jak japoński Mitsubishi G3M, włoski Savoia-Marchetti SM.79, radziecki Ił-4 (DB-3), niemiecki Ju 88 A4, brytyjski Bristol Beaufort lub ciężkich myśliwców (jak Bristol Beaufighter). Produkowano też nowe jednopłatowe pokładowe samoloty torpedowe (najbardziej znane: japońskie Nakajima B5N i Nakajima B6N, amerykańskie Douglas TBD Devastator i Grumman TBF Avenger, brytyjski Fairey Barracuda). 
Z uwagi na ograniczony udźwig samolotów, torpedy lotnicze miały najczęściej kaliber 450 mm i masę od 750 do 1000 kg, w tym ok. 170 - 200 kg materiału wybuchowego. Rzadziej używano większych torped (kaliber 500 - 533 mm) lub mniejszych.
Pod koniec II Wojny Światowej Niemcy skonstruowali bombotorpedę o napędzie rakietowym. Ten rodzaj broni można obejrzeć w Muzeum Marynarki Wojennej w Gdyni w postaci BT 1000. Jest to jedyny taki egzemplarz na świecie.

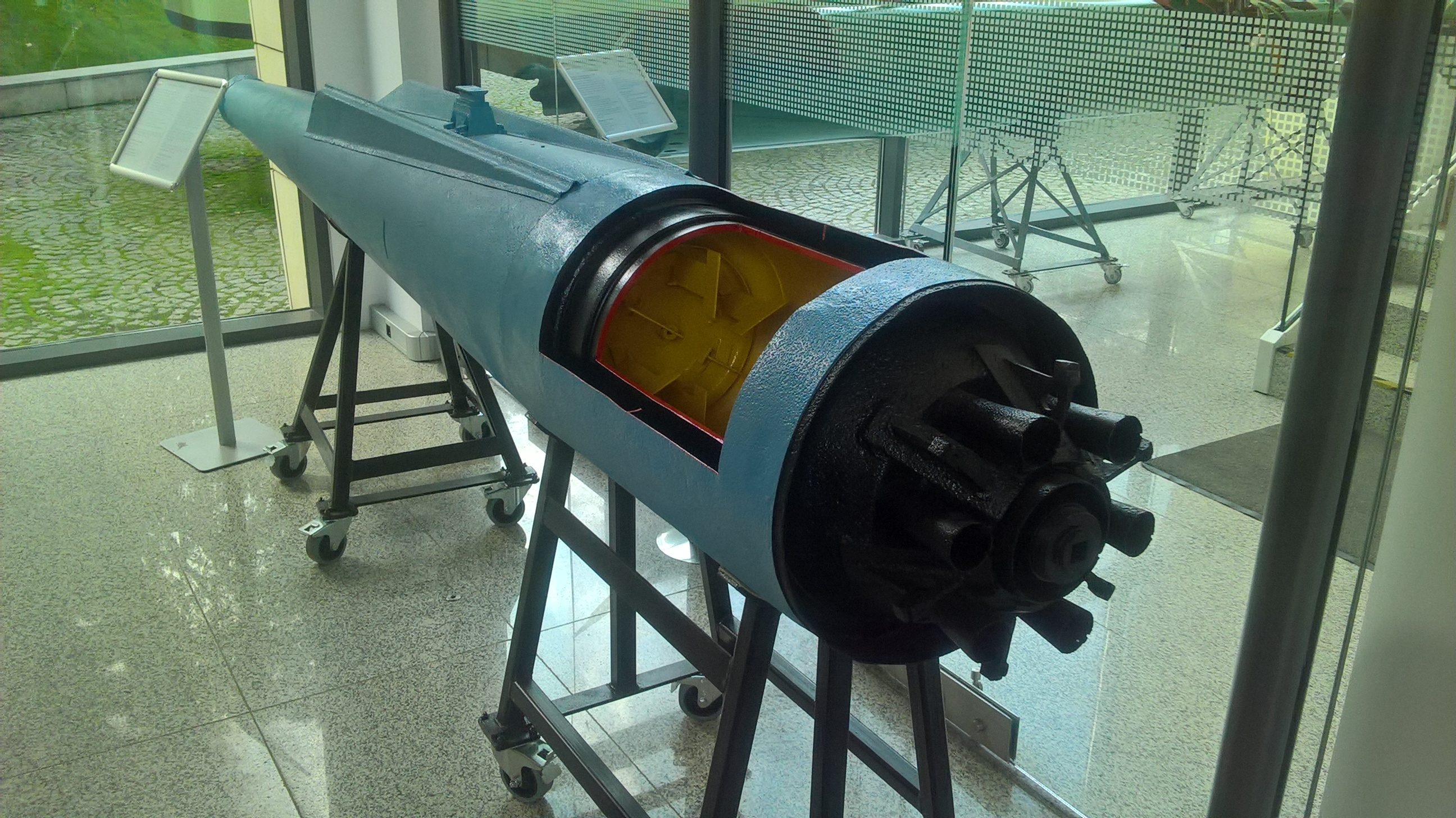
BT 1000 - Widok 1

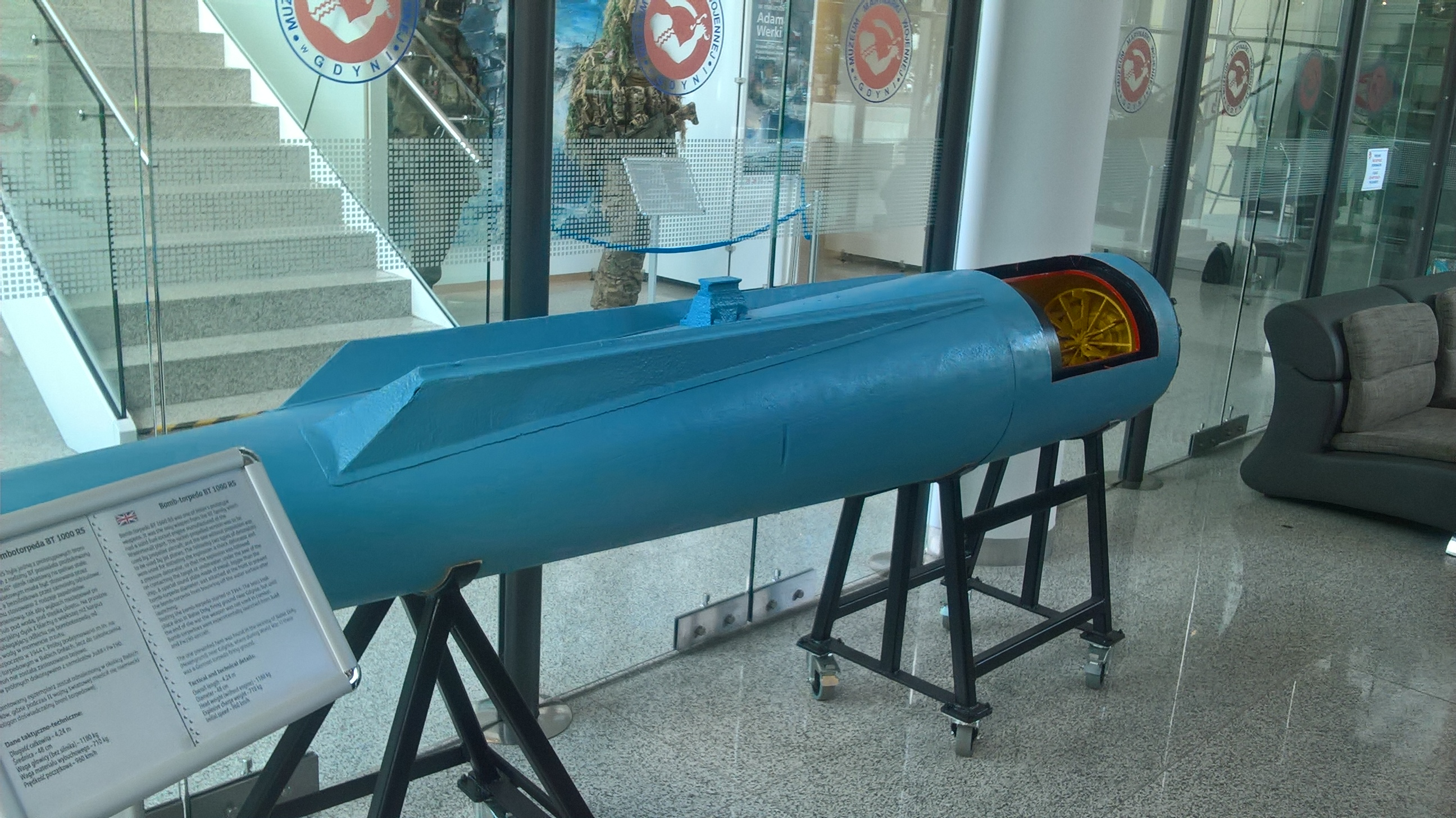
BT 1000 - Widok 2

## Historia użycia
Użycie torped jako broni lotniczej wiązało się ściśle ze specyfiką ataku. Samolot musiał lecieć przez pewien czas na małej wysokości nad powierzchnią morza, w kierunku okrętu, z niewielką prędkością rzędu 150-250 km/h w zależności od typu torpedy, stając się stosunkowo łatwym celem. Wysokość, z której torpeda mogła być zrzucona wynosiła w zależności od typu torpedy 30 - 40 m, jedynie w niektórych była większa - do 80 m.
Pierwszy udany atak torpedowy samolotu miał miejsce podczas I wojny światowej 12 sierpnia 1915, gdy brytyjski wodnosamolot Short Type 184 z okrętu HMS Ben-my-Chree zatopił torpedą 356 mm turecki parowiec "Scham" podczas walk o Dardanele.
Konfliktem, w którym samoloty torpedowe odegrały dużą rolę, była II wojna światowa. Na atlantyckim teatrze działań, między innymi brytyjskie torpedowe samoloty pokładowe Swordfish odegrały decydującą rolę w uniemożliwieniu ucieczki pancernika "Bismarck", uszkadzając go, co umożliwiło jego zniszczenie oraz dokonały śmiałego ataku na Tarent, niszczącego trzon włoskiej floty. Z kolei niemieckie i włoskie bazowe samoloty torpedowe stanowiły duże zagrożenie dla konwojów oraz okrętów alianckich, zwłaszcza na Morzu Śródziemnym.
W wielkich działaniach powietrzno-morskich na Pacyfiku, pokładowe samoloty torpedowe były używane intensywnie, biorąc udział we wszystkich bitwach z udziałem lotniskowców, lecz odegrały rolę drugoplanową w stosunku bombowców nurkujących, które okazały się skuteczniejszym środkiem walki z okrętami i ponosiły mniejsze straty. Brały one udział m.in. w ataku na Pearl Harbor, bitwach: na Morzu Koralowym, pod Midway, na Morzu Filipińskim, o Leyte i w zatopieniu superpancerników "Musashi" (pod Leyte) i "Yamato". Istotną rolę odegrało też torpedowe lotnictwo bazowe - japońskie bombowce G3M i G4M zatopiły dwa brytyjskie pancerniki pod Kuantanem, co było symbolicznym końcem ery pancerników, pokonanych na otwartym morzu przez samoloty. 
Po II wojnie światowej, samoloty torpedowe stopniowo zanikły, stając się mało przydatne, zwłaszcza wobec rozwoju broni rakietowej. Obecnie stosuje się w dalszym ciągu torpedy lotnicze jako uzbrojenie samolotów patrolowych, lecz są to jedynie kierowane torpedy do zwalczania okrętów podwodnych w zanurzeniu i samoloty te nie są samolotami torpedowymi.
Prawdopodobnie ostatnią konstrukcją klasycznego samolotu torpedowego był chiński odrzutowy Q-5B z 1970 roku, lecz z uwagi na nieperspektywiczność uzbrojenia jedynie 6 samolotów tego typu służyło przez krótki okres.